# جيم تريمبل
جيم تريمبل (بالإنجليزية: Jim Trimble)‏ هو لاعب كرة قدم أمريكية أمريكي، ولد في 29 مايو 1918 في ماكيسبورت في الولايات المتحدة، وتوفي في 23 مايو 2006 في إنديانابوليس في الولايات المتحدة بسبب نفاخ رئوي.